# Мур, Норман
Норман Винфрид Мур (англ. Norman Winfrid Moore; 24 февраля 1923 — 21 октября 2015) — известный британский эколог. Был ярым защитником природы. В некрологе The Independent был оценён как один из самых влиятельных людей в области сохранения природы. Также изучал стрекоз и их среду обитания. Был одним из первых людей, который доказал неблагоприятное воздействии ДДТ и других хлорорганических пестицидов на дикую природу.

## Биография
Родился 24 февраля 1923 года в семье доктора, сэра Алана Хилари Мур, второго баронета Хэнкокса. Учился в Итонском колледже и Тринити-колледже в Кембридже. Окончил колледж во время Второй Мировой войны, затем служил Королевской армии Великобритании и дослужился до звания лейтенанта. Воевал в Германии, где был ранен и попал в плен.
После окончания войны в 1950 женился на зоологе Джанет Сингер. Учился на степень доктора философии в Бристольском университете, получив докторскую степень в 1954 году. Его докторская диссертация была посвящена агонистическому поведению. С 1953 года он был научным сотрудником по охране природы, впоследствии стал главным консультантом до 1983 года. С 1979 по 1983 год он также был профессором экологических исследований в Уай-колледже, который тогда был частью Лондонского университета. Мур также является одним из основателей и бывшим председателем Консультативной группы по вопросам сельского хозяйства и дикой природы (FWAG), и был вице-председателем Британской ассоциации организаций по охране природы.
С 1960 по 1974 год он возглавлял отдел токсичных химических веществ и дикой природы на экспериментальной станции Monks Wood Experimental Station, где изучал воздействие токсичных химических веществ на дикую природу, в частности отрицательное воздействие хлорорганических пестицидов на хищников. После изучения влияния разрабатывал «принцип предосторожности», примером которого является его рекомендация о том, что использование таких пестицидов должно быть прекращено, хотя степень причиненного вреда тогда еще не была полностью известна. Его новаторская работа в области охраны природы и его исследования в области пестицидов привели к просьбе о предоставлении консультаций от правительственных и других научных организаций в Европе, Индии, Австралии и США. Также его работа над стрекозами привела к повышению общественного интереса роли насекомых в сохранении экосистем. Благодаря своему опыту исследований и сохранения стрекоз, Мур был приглашен возглавить группу специалистов Комиссии по выживанию видов МСОП. Эта международная группа впервые встретилась в 1980 году и подготовила мировой план сохранения стрекоз в 1995 году, который был опубликован в 1997 году.

## Память
Мур внес свой вклад в две книги в серии «Новый натуралист»: «Стрекозы» (1960) и Hedges (1974), а его книга о природе «Птица времени» (1987), стала лауреатом премии «Книга года о мире природы». Мур также является почетным членом Общества Линнея и почетным членом Королевского энтомологического общества, что сделало его первым лауреатом Маршской энтомологической премии за сохранение насекомых. Мур также получил премию «Стэмфорд Раффлз» от Зоологического общества Лондона за его «выдающийся вклад в экологию и поведение стрекоз». После публикации книги «Дубы, стрекозы и люди» (2002) был создан заповедник стрекоз у его дома в Кембридже.
В 2003 году в журнале Societas Internationalis Odonatologica, была опубликована статья в честь 80-летия Мура. Эта статья включала биографию Мура и библиографию его произведений.
Британское Общество стрекоз выдаёт награду в честь Мура, названную «Фонд премии Нормана Мура». Кроме того, несколько видов стрекоз были названы в честь него.
Мур скончался 21 октября 2015 года.

## Книги
- Стрекозы (1960), с PS Корбет и Синтия Лонгфилд
- Хеджес (1974), с Е. Поллардом и М. Д. Хупером
- Птица Времени — наука и политика сохранения природы (1987)
- Стрекозы: план действий по наблюдению и сохранению состояния (1997 год)
- Дубы, стрекозы и люди (2002)